# Patrick McMorris
Patrick Allen McMorris (Santa Ana, 18 ottobre 2001) è un giocatore di football americano statunitense che milita nel ruolo di safety per i Miami Dolphins della National Football League (NFL).

## Carriera universitaria
McMorris inizio la carriera nel college football a San Diego State, dove fu inserito per due volte nella formazione ideale della Mountain West Conference. Nel 2023 passò a California dove, nell'unica stagione con i Golden Bears, fu secondo nella squadra con 90 tackle, oltre a 2 fumble recuperati e un intercetto.

## Carriera professionistica

### Miami Dolphins
McMorris fu scelto nel corso del sesto giro (198º assoluto) del Draft NFL 2024 dai Miami Dolphins. Il 27 agosto 2024 fu inserito in lista infortunati. Tornò attivo il 26 novembre e debuttò nella NFL subentrando nella gara del Giorno del Ringraziamento persa contro i Green Bay Packers.